# Cantonul Le Pellerin
Cantonul Le Pellerin este un canton din arondismentul Nantes, departamentul Loire-Atlantique, regiunea Pays de la Loire, Franța.

## Comune
- Cheix-en-Retz
- La Montagne
- Le Pellerin (reședință)
- Port-Saint-Père
- Rouans
- Saint-Jean-de-Boiseau
- Sainte-Pazanne
- Vue